# Laurent Viaud
Laurent Viaud (Nantes, Francia, 8 de octubre de 1969) es un exfutbolista francés. Jugaba de centrocampista y su primer club fue el Angers SCO.

## Carrera
Comenzó su carrera en 1989 jugando para el Angers SCO. Jugó para ese club hasta 1993. En ese año se fue al AS Mónaco. Se mantuvo ligado hasta 1997. En ese año le llegó el turno de formar parte del Stade Rennais. Jugó para ese equipo hasta 1998. En 1999 se fue a España para formar parte del plantel de CF Extremadura, estando hasta el año 2000. En ese año regresó a Francia para jugar en el Stade Laval. Jugó para ese equipo hasta 2002. En ese año regresó a España para formar parte del Albacete Balompié, donde estuvo 3 años (2002-2005). En ese año se fue al Olympique Saumur, en donde se retiró en el año 2006.

## Clubes
| Club                   | País    | Año       |
| ---------------------- | ------- | --------- |
| Angers SCO             | Francia | 1989-1993 |
| A. S. Mónaco F. C.     | Mónaco  | 1993-1997 |
| Stade Rennais F. C.    | Francia | 1997-1998 |
| C. F. Extremadura      | España  | 1999-2000 |
| Stade Laval            | Francia | 2000-2002 |
| Albacete Balompié      | España  | 2002-2005 |
| Olympique Saumur F. C. | Francia | 2005-2006 |

## Palmarés

### Títulos nacionales
| Título     | Club               | País    | Año     |
| ---------- | ------------------ | ------- | ------- |
| Division 1 | A. S. Mónaco F. C. | Francia | 1996-97 |